# Clair Cameron Patterson
Clair Cameron Patterson (Mitchellville, Iowa, 1922. június 2. – Sea Ranch, Kalifornia, 1995. december 5.) amerikai geokémikus.

## Életpálya
A Grinnell College-ban szerzett kémia diplomát. A Chicagói Egyetemen doktorált. Szakmai pályafutását a California Egyetem Laboratóriumában töltötte.
Kőzetek, meteoritok ólom- és uránizotóp tartalmának vizsgálata alapján 1956-ban becslést adott a Föld életkorára. Ma is a Föld életkorára adott 4,55 milliárd év értéket tartják az általánosan elfogadottnak. Először hívta fel a figyelmet az ólom üzemanyagokban való használatának, és az élelmiszerekben való előfordulásának környezet- és egészségkárosító hatására. Jelentősen hozzájárult ahhoz, hogy megszüntessék az ólom adalék alkalmazását az üzemanyagokhoz, valamint hogy csökkentsék az ólom használatát a konzerviparban, illetve a vízvezetékrendszerekben.